# 東武竹沢駅
東武竹沢駅（とうぶたけざわえき）は、埼玉県比企郡小川町大字靱負にある、東武鉄道東上本線の駅である。駅番号はTJ 34。

## 歴史
- 1932年（昭和7年）7月23日：竹沢駅（たけざわけき）として開設[1]。
- 1934年（昭和9年）7月1日：鉄道省八高線竹沢駅開設に伴い、東武竹沢駅（とうぶたけざわえき）へ改称[1]。

## 駅構造
島式ホーム1面2線を有する地上駅。自動改札機・エレベーターが設置されている。一部時間帯で、駅員が不在となる。
盛土の上にホームがあるため、改札口および駅舎（東口）はホーム下にある。旧駅舎があった駅西側へは改札外自由通路で連絡しており、西口と表示されている。
トイレは駅舎改札内にある。

### のりば
| 番線 | 路線   | 方向 | 行先       |
| ---- | ------ | ---- | ---------- |
| 1    | 東上線 | 下り | 寄居方面   |
| 2    | 東上線 | 上り | 小川町方面 |

- 2番線から池袋駅まで直通する列車は設定されておらず、森林公園駅から先の池袋方面は小川町駅、または森林公園駅で乗り換えとなる[3]。

## 利用状況
2024年度の1日平均乗降人員は688人である。八高線よりも東武東上線の方が本数が多いため近隣住民は当駅を利用する人が多く、八高線の竹沢駅より多い。
近年の1日平均乗降人員は下表のとおりである。
| 年度               | 1日平均 乗降人員 | 出典       |
| ------------------ | ---------------- | ---------- |
| 2003年（平成15年） | 1,013            |            |
| 2004年（平成16年） | 1,001            |            |
| 2005年（平成17年） | 934              |            |
| 2006年（平成18年） | 890              |            |
| 2007年（平成19年） | 848              |            |
| 2008年（平成20年） | 894              |            |
| 2009年（平成21年） | 828              |            |
| 2010年（平成22年） | 784              |            |
| 2011年（平成23年） | 736              |            |
| 2012年（平成24年） | 748              |            |
| 2013年（平成25年） | 790              |            |
| 2014年（平成26年） | 791              |            |
| 2015年（平成27年） | 802              |            |
| 2016年（平成28年） | 757              |            |
| 2017年（平成29年） | 768              |            |
| 2018年（平成30年） | 757              |            |
| 2019年（令和元年） | 877              | [ 東武 3 ] |
| 2020年（令和02年） | 950              | [ 東武 4 ] |
| 2021年（令和03年） | 720              | [ 東武 5 ] |
| 2022年（令和04年） | 746              | [ 東武 6 ] |
| 2023年（令和05年） | 742              | [ 東武 7 ] |
| 2024年（令和06年） | 688              | [ 東武 1 ] |

## 駅周辺
当初は駅西側に駅舎があったが、1980年代に駅北側の国道254号沿いに「ひばりヶ丘住宅団地」の開発計画が持ち上がり、駅東口の開設、東口駅前ロータリーの設置、住宅団地への道路整備が行われたものの、バブル崩壊により住宅分譲には至らなかった。住宅用地として開発されたエリアは、本田技研工業小川工場として利用されている。
- 東日本旅客鉄道（JR東日本）八高線竹沢駅 - 西口から西方約500 m。
- 小川町立竹沢小学校
- JA埼玉中央 竹沢支店
- 東武竹沢駅前郵便局
- 国道254号小川バイパス
- 本田技研工業（ホンダ）小川工場
- 埼玉県立小川げんきプラザ

## 隣の駅
東武鉄道
 東上本線
小川町駅 (TJ 33) - 東武竹沢駅 (TJ 34) - みなみ寄居〈ホンダ寄居前〉駅 (TJ 35)